# Richard Davalos

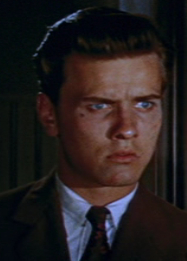
Richard Davalos i trailern till Öster om Eden (1955).

Richard Davalos, född 5 november 1930 i New York, död 8 mars 2016 i Burbank, Kalifornien, var en amerikansk skådespelare. Mest är bland annat känd för sin roll i filmatiseringen av Öster om Eden och för att han är på omslaget till The Smiths album Strangeways, Here We Come.
Davalos hade finska och spanska anor. Hans dotter är skådespelerskan Elyssa Davalos och hans barnbarn är skådespelerskan Alexa Davalos.

## Filmografi
- East of Eden (Öster om Eden) (1955)
- The Sea Chase (1955)
- I Died a Thousand Times (1955)
- All the Young Men (1960)
- "The Americans" (1961)
- The Cabinet of Caligari (1962)
- Cool Hand Luke (1967)
- The Winner (1969)
- Brother, Cry for Me (1970)
- Kelly's Heroes (1970)
- Blood Legacy (1971)
- Snatched (1973) (TV)
- The Quest: The Longest Drive (1976) (TV)
- Hot Stuff (1979)
- Death Hunt (1981)
- Something Wicked This Way Comes (1983)